# Abrantes
Abrantes je město ve středním Portugalsku s přibližně 17 000 obyvateli. Leží na pravém břehu řeky Tejo 120 km severovýchodně od Lisabonu a patří k distriktu Santarém. Je střediskem obce s rozlohou 715 km² a přibližně čtyřiceti tisíci obyvateli. Obec tvoří farnosti Abrantes (São Vicente e São João) e Alferrarede, Aldeia do Mato e Souto, Alvega e Concavada, Bemposta, Carvalhal, Fontes, Martinchel, Mouriscas, Pego, Rio de Moinhos, São Facundo e Vale das Mós, São Miguel do Rio Torto e Rossio ao Sul do Tejo a Tramagal.
Název města pochází z latinského Aurantes a je odvozen od rýžování zlata v řece Tejo. Zdejší strategicky položenou pevnost využívali Lusitánové, Římané, Alani a Maurové, ve dvanáctém století ji dobyl Alfons I. Portugalský. Hrad později patřil Řádu svatého Jakuba od meče. V Abrantes často pobýval král Manuel I. Portugalský a narodil se zde jeho syn Ludvík Portugalský. V osmnáctém století premiér Sebastião José de Carvalho e Melo zavedl v regionu Ribatejo pěstování bource morušového a Abrantes se stalo centrem výroby portugalského hedvábí. Roku 1807 dobyl hrad Andoche Junot a získal titul vévody z Abrantes. Dne 1. října 1833 zde Karel Maria Isidor Bourbonský vydal Manifest z Abrantes, kterým vyhlásil nárok na španělskou korunu. V devatenáctém století ztrácela na významu zdejší vojenská posádka a naopak se rozvíjela doprava a obchod, roku 1879 byl postaven most přes Tejo. Město bylo také jedním z center hnutí za svržení monarchie, které vyvrcholilo revolucí v říjnu 1910. V roce 1916 získalo Abrantes městská práva.
Město leží na železniční trati Linha da Beira Baixa a na dálnici A23. Sídlí zde závod automobilky Mitsubishi Motors. Ve farnosti Pego fungovala v letech 1993 až 2021 tepelná elektrárna. Město je známé také četnými zahradami a cukrářskou specialitou Palha de Abrantes, nedaleká přehradní nádrž Castelo do Bode je využívána k rekreaci.
V Abrantes se narodila předsedkyně portugalské vlády Maria de Lourdes Pintasilgová.